# Nelson Carrera
Nelson Carrera (Angola,  3 de maio de 1961) é um músico e compositor português nos estilos de rock and roll e rockabilly.

## Biografia
Depois da sua infância em Angola, mudou-se com a família para a cidade francesa de Nogent-sur-Marne. Com o irmão mais velho começou a partilhar o gosto pelo rock and roll, começando já em Angola a coleccionar discos de músicos como Gene Vincent, Eddie Cochran, Elvis Presley, Buddy Holly e outros. Já em França, começa em 1978 a tocar ao vivo. Em 1979 chega a tocar no Golf Drouot, local prestigiado de Paris. Seguem-se mais concertos, e as suas primeiras músicas de autoria própria, todas com letras em inglês. Funda o grupo Winkle Pickers (de 1978 a 1980), seguidos pelos Hooligans (janeiro de 1980 até março de 1982).
Em 1983 grava o seu primeiro disco, um EP com quatro música, sendo uma já da sua autoria (Rock ´n´Roll School). Seguem-se mais discos e concertos em França (p.ex. no Bataclan 1990 em Paris) e em vários países da Europa. Depois de um último concerto em Espanha em 1992 regressa no mesmo ano a Portugal. Casa e funda família própria, morando desde então na Figueira da Foz, onde passa a trabalhar no Casino da Figueira da Foz.
1994 aparece pela primeira vez na televisão portuguesa, no programa Luzes da Ribalta na TVI. A partir 1996 aparecem artigos sobre Nelson Carrera em revistas de música especializadas, como a Rock Therapy Magazine da editora espanhola El Toro, a holandesa Boppin Around, a alemã Rockin 50s, ou a italiana Jamboree, entre outras.
Em 2001 grava em Paris o álbum Everybody´s Rockin´ with Nelson Carrera, lançado pela editora francesa Tiger Records, do seu amigo J.C.Smaine. Em 2004 volta aos palcos da comunidade internacional de rockabilly, na cidade francesa de Colmar e acompanhado pela sua nova banda The Hot Rocks. O Concerto é registado em CD e DVD sem ser comercializado oficialmente. Segue-se o álbum Something to remember, na editora Chupeta Records, em 2005.
2006 atua no primeiro festival de rockabilly em Portugal, no Great Shakin´Fever do Porto. Em 2010 lança um novo álbum, fruto de um projeto com a banda rockabilly do Porto, The Dixie Boys. É apresentado nos média, incluindo televisão, tal como uma aparência ao vivo na TVI, e na Praça da Alegria (RTP). Em 2013, a editora alemã Tessy Records lança o novo álbum Love is a trap! em parceria com a etiqueta britânica Rhythm Bomb Records. As músicas são maioritariamente da autoria de Carrera e foram gravadas em Paris e no Porto.
Continua a atuar publicamente, tanto para fins caritativos da sua freguesia, como ainda para concertos da comunidade europeia de rockabilly.

## Discografia
- 1983 - Nelson Carrera sings; 7"EP Savas Records
- 1987 - Nelson Carrera and the Hooligans: The Modern Robin Hood; 7"EP Carioca Records
- 1989 - Vários: Rock Frenesie (2 músicas, como Alley Cats); LP Blue Moon Production
- 1990 - Vários: 90´s aux amateurs (1 música, como Cool Cats); LP Cenam
- 2001 - Nelson Carrera: Everybody´s Rockin´ with Nelson Carrera; CD Tiger Records
- 2005 - Vários: Frenchies but Goodies (2 músicas); CD Chupeta Records
- 2005 - Nelson Carrera and the Hot Rocks: Something to remember; CD Chupeta Records
- 2007 - Vários: Rockin´ around Portugal; CD Boptown Records
- 2010 - Nelson Carrera & the Dixie Boys: Boogeyman Boogie; CD Raising Legends/Raging Planet
- 2011 - Vários: The French Rockabilly Scene, vol.2 (1 música); CD Rockers Kulture/Rock Paradise
- 2013 - Nelson Carrera: Love is a trap!; CD Tessy Records/Rhythm Bomb Records